# Swaryzewytschi
Swaryzewytschi (ukrainisch Сварицевичі; russisch Сварицевичи Swarizewitschi, polnisch Swarycewicze) ist ein Dorf im Norden der ukrainischen Oblast Riwne mit etwa 1800 Einwohnern (2019).
Das 1450 erstmals schriftlich erwähnte Dorf liegt auf einer Höhe von 151 m am Ufer der Stubla (Стубла auch  Stubaska), einem 86 km langen, linken Nebenfluss der Horyn, 30 km nordwestlich vom ehemaligen Rajonzentrum Dubrowyzja und 145 km nördlich vom Oblastzentrum Riwne.
Östlich vom Dorf verläuft die Regionalstraße P–76.
Am 12. Juni 2020 wurde das Dorf ein Teil neu gegründeten Stadtgemeinde Dubrowyzja im Rajon Dubrowyzja; bis dahin bildete es zusammen mit dem Dorf Selen (Зелень) die Landratsgemeinde Swaryzewytschi (Сварицевицька сільська рада/Swaryzewyzka silska rada) im Nordwesten des Rajons Dubrowyzja.
Am 17. Juli 2020 wurde der Ort Teil des Rajons Sarny.